# Южный (платформа СКЖД)
Ю́жный — платформа Северо-Кавказской железной дороги РЖД, расположена в посёлке Дзеберкой Туапсинского района Краснодарского края, Россия.

## Описание
Расположена на берегу Чёрного моря у впадения реки Дзеберкой.